# Sarah Noutcha
Sarah Camille Noutcha (Estrasburgo, 16 de diciembre de 1999) es una deportista francesa que compite en esgrima, especialista en la modalidad de sable.
Ganó dos medallas en el Campeonato Mundial de Esgrima, en los años 2022 y 2025, y cuatro medallas de oro en el Campeonato Europeo de Esgrima entre los años 2022 y 2025.
Participó en los Juegos Olímpicos de París 2024, ocupando el cuarto lugar en la prueba por equipos.

## Palmarés internacional
| Campeonato Mundial | Campeonato Mundial | Campeonato Mundial | Campeonato Mundial |
| Año                | Lugar              | Medalla            | Prueba             |
| ------------------ | ------------------ | ------------------ | ------------------ |
| 2022               | El Cairo (Egipto)  | Medalla de plata   | Sable por equipos  |
| 2025               | Tiflis (Georgia)   | Medalla de oro     | Sable por equipos  |
| Campeonato Europeo |                    |                    |                    |
| Año                | Lugar              | Medalla            | Prueba             |
| 2022               | Antalya (Turquía)  | Medalla de oro     | Sable por equipos  |
| 2024               | Basilea (Suiza)    | Medalla de oro     | Sable por equipos  |
| 2025               | Génova (Italia)    | Medalla de oro     | Sable individual   |
| 2025               | Génova (Italia)    | Medalla de oro     | Sable por equipos  |